# Piramida lui Kukulkan

Piramida lui Kukulkan, Chichen Itza

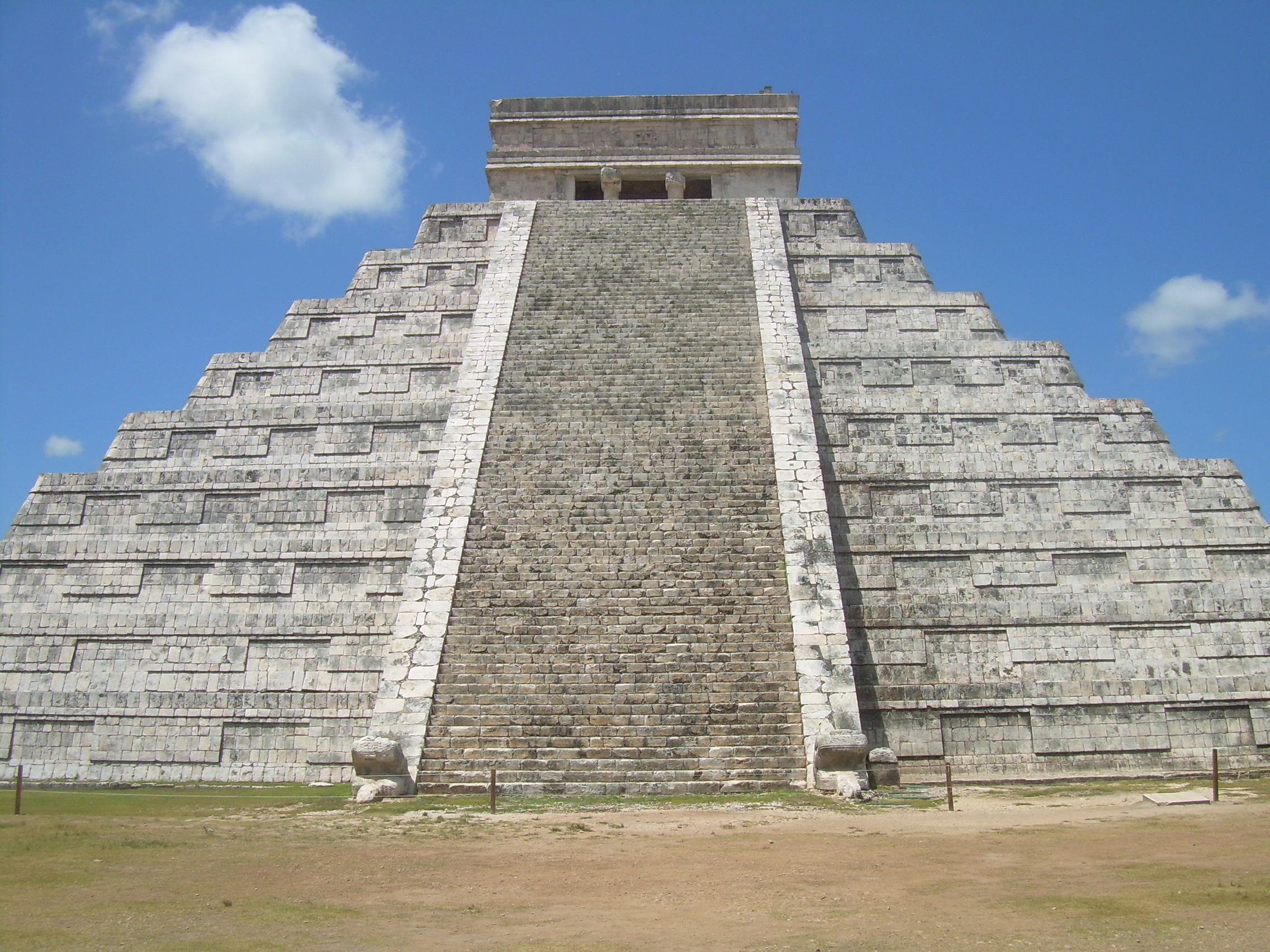
Partea de nord a El Castillo

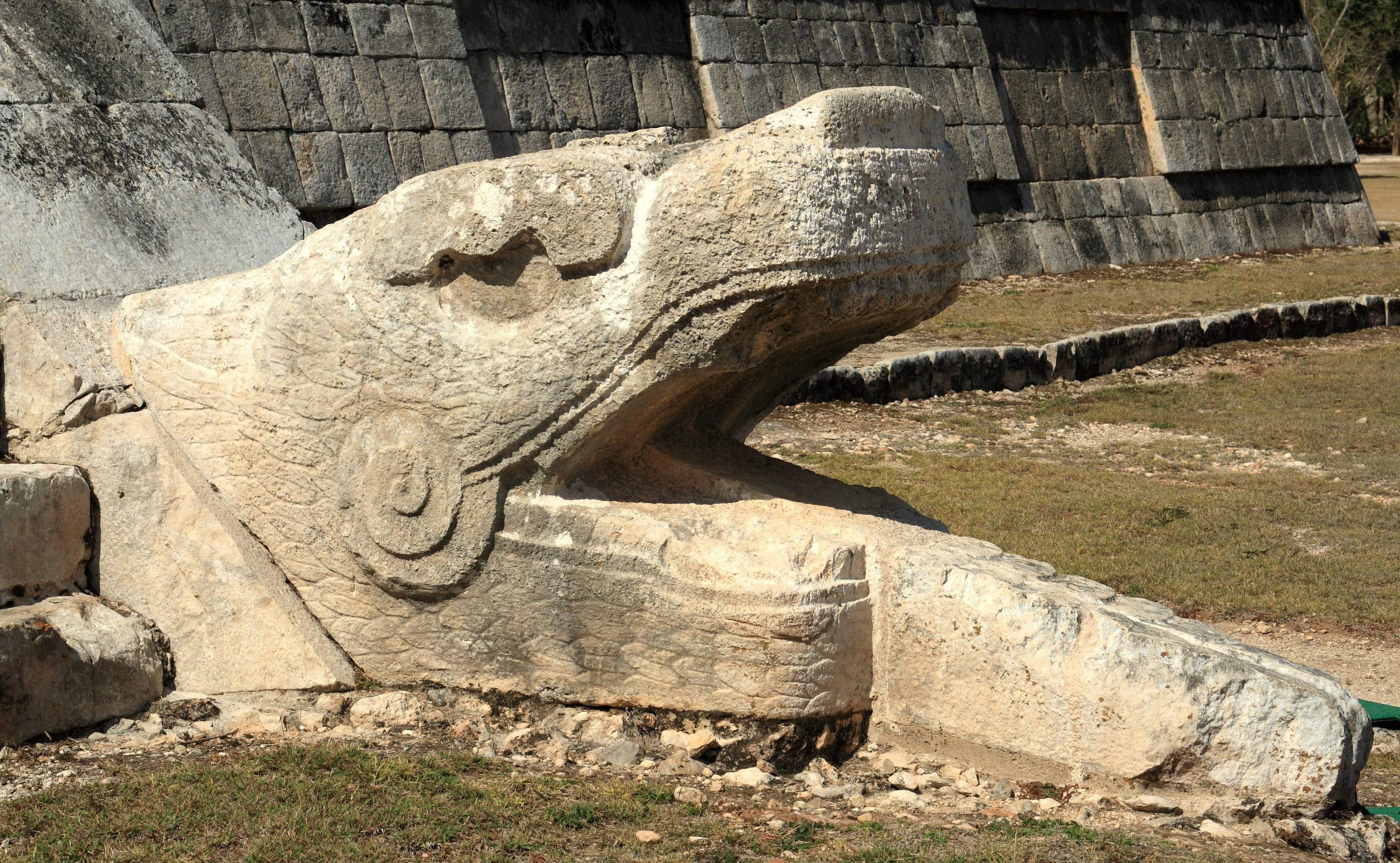
Şarpele cu pene

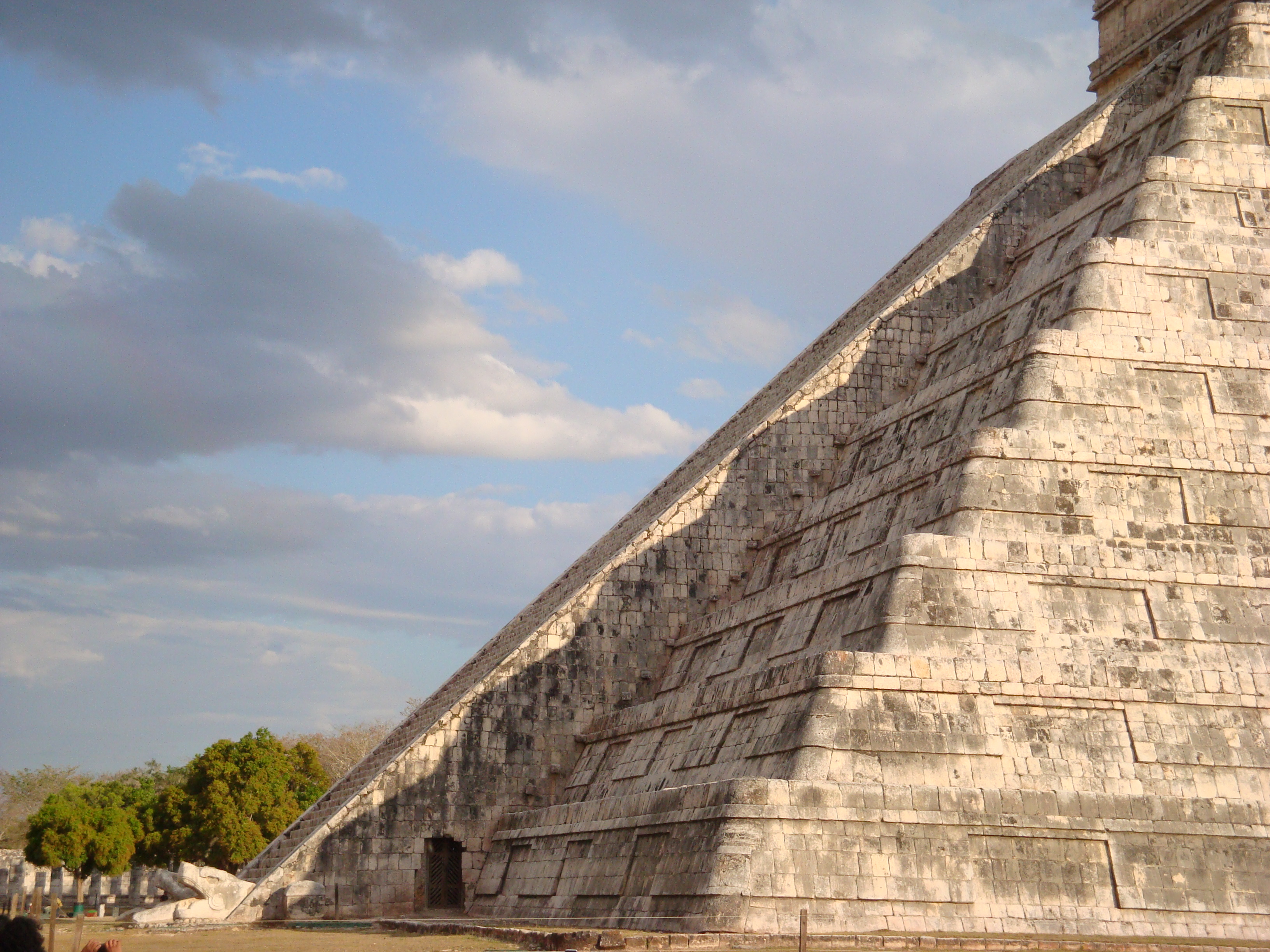
Echinocțiul Chichen Itza

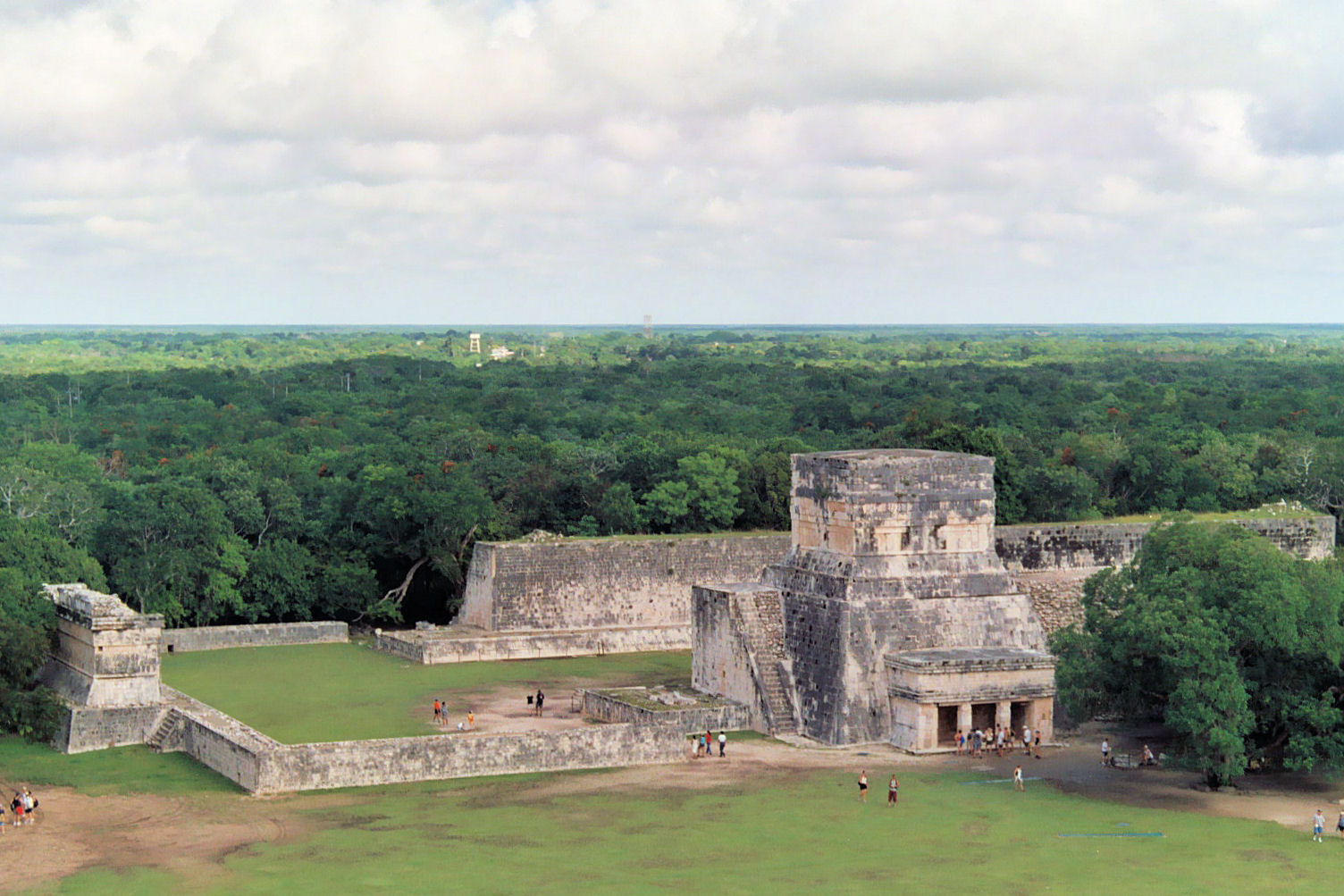
Terenul de joc, din El Castillo

Piramida Kukulkan, de asemenea cunoscută ca El Castillo sau Templul lui Kukulkan, este o piramidă mesoamericană care se află în centrul sitului arheologic, Chichen Itza în statul mexican Yucatán. Templul actual a fost construit în secolul al XII-lea d.Hr. pentru maiașii itzá în orașul antic Chichén Itzá. Piramida cu trepte este un templu în onoarea lui Kukulkan, zeul șarpe cu pene de origine toltec. Aceasta este una dintre cele mai cunoscute monumente mexicane precolumbiene. Piramida constă dintr-o serie de terase pătrate, cu scări pe fiecare din cele patru laturi ale templului. Sculpturile unor șerpi cu pene merg în jos pe părțile laterale ale balustradei de nord. În timpul echinocțiilor primăvara și toamna, soarele după-amiaza târziu lovește pe colțul din nord-vest al piramidei și aruncă o serie de umbre triunghiulare împotriva balustradei de nord-vest, unii crezând că creează iluzia unui șarpe cu pene care se „târăște” în jos pe piramidă. Fiecare dintre cele patru laturi ale piramidei au 91 trepte, care, atunci când sunt adunate împreună și, inclusiv platforma templului din partea de sus ca ultimul „pas”, produce un total 365 de pași (care este egal cu numărul de zile din anul Haab).
Structura are 24 m înălțime, plus încă 6 m pentru templu. Baza patrată măsoară 55,3 m în diametru.
Guvernul mexican a restaurat piramida în anii 1920 și 1930, concomitent cu refacerea Templului Războinicilor de Carnegie Institution. Arheologii au fost capabili să reconstruiască cele două laturi ale piramidei în ansamblul lor.